# 96년

## 연호
- 후한(後漢) 영원(永元) 8년

## 기년
- 후한(後漢) 화제(和帝) 8년
- 신라(新羅) 파사 이사금(婆娑泥師今) 17년
- 고구려(高句麗) 태조대왕(太祖大王) 44년
- 백제(百濟) 기루왕(己婁王) 20년

## 사건
- 9월 18일 도미티아누스 황제가 근위대 장교들의 모의로 암살되며 베스파시아누스 황제가 건설한 플라비우스 왕조는 끝을 맺었다.
- 9월 19일, 네르바가 로마 제국의 황제가 되다.
- 9월, 가야가 신라를 습격하나 파사 이사금이 5천기를 이끌고 격퇴, 대승을 거두다.
- 로마 오현제 시대 시작됨

## 사망
- 9월 18일, 로마 제국 11대 황제 도미티아누스

## 참고 문헌
- 김부식 (1145), 《삼국사기》 <신라본기 제1권 파사 이사금 條>